# Sistema operatiu distribuït

Estructura de sistemes operatius basats en nuclis monolítics, micronuclis i híbrids

Un sistema operatiu distribuït és programari del sistema sobre una col·lecció de nodes computacionals independents, connectats en xarxa, comunicants i físicament separats. S'encarreguen de tasques que són ateses per diverses CPU. Cada node individual conté un subconjunt de programari específic del sistema operatiu global global. Cada subconjunt és un compost de dos proveïdors de serveis diferents. El primer és un nucli mínim omnipresent, o microkernel, que controla directament el maquinari d'aquest node. En segon lloc, hi ha una col·lecció de nivell superior de components de gestió del sistema que coordinen les activitats individuals i col·laboratives del node. Aquests components abstrauen les funcions del micronucli i admeten aplicacions d'usuari.
El micronucli i la col·lecció de components de gestió funcionen conjuntament. Donen suport a l'objectiu del sistema d'integrar múltiples recursos i funcionalitats de processament en un sistema eficient i estable. Aquesta integració perfecta de nodes individuals en un sistema global es coneix com a transparència, o imatge de sistema únic; descrivint la il·lusió proporcionada als usuaris de l'aparença del sistema global com una única entitat computacional.

## Descripció
Un sistema operatiu distribuït proporciona els serveis essencials i la funcionalitat requerits per a un sistema operatiu, però afegeix atributs i configuracions particulars per permetre-li suportar requisits addicionals, com ara una major escala i disponibilitat. Per a un usuari, un sistema operatiu distribuït funciona d'una manera similar a un sistema operatiu monolític d'un sol node. És a dir, tot i que consta de diversos nodes, els usuaris i les aplicacions els apareixen com un sol node.
La separació de la funcionalitat mínima a nivell de sistema dels serveis modulars addicionals a nivell d'usuari proporciona una " separació de mecanisme i política ". El mecanisme i la política es poden interpretar simplement com "el que es fa" versus "com es fa", respectivament. Aquesta separació augmenta la flexibilitat i l'escalabilitat.

## Visió general

### El nucli
A cada localització (normalment un node), el nucli proporciona un conjunt mínimament complet d'utilitats a nivell de node necessàries per operar el maquinari i els recursos subjacents d'un node. Aquests mecanismes inclouen l'assignació, la gestió i la disposició dels recursos, els processos, la comunicació i les funcions de suport a la gestió d'entrada/sortida d'un node. Dins del nucli, el subsistema de comunicacions és de gran importància per a un sistema operatiu distribuït.
En un sistema operatiu distribuït, el nucli sovint admet un conjunt mínim de funcions, inclosa la gestió de l'espai d'adreces de baix nivell, la gestió de fils i la comunicació entre processos (IPC). Un nucli d'aquest disseny es coneix com a micronucli. La seva naturalesa modular millora la fiabilitat i la seguretat, característiques essencials per a un sistema operatiu distribuït.

### Gestió del sistema
Els components de gestió del sistema són processos de programari que defineixen les polítiques del node. Aquests components són la part del sistema operatiu fora del nucli. Aquests components proporcionen comunicació de nivell superior, gestió de processos i recursos, fiabilitat, rendiment i seguretat. Els components coincideixen amb les funcions d'un sistema d'una sola entitat, afegint la transparència necessària en un entorn distribuït.

## Models de computació distribuïda

### Tres distribucions bàsiques
Per il·lustrar millor aquest punt, examineu tres arquitectures de sistema; centralitzat, descentralitzat i distribuït. En aquest examen, considereu tres aspectes estructurals: organització, connexió i control. L'organització descriu les característiques de la disposició física d'un sistema. La connexió cobreix les vies de comunicació entre nodes. El control gestiona el funcionament de les dues consideracions anteriors.

#### Organització
Un sistema centralitzat té un nivell d'estructura, on tots els elements constitutius depenen directament d'un únic element de control. Un sistema descentralitzat és jeràrquic. El nivell inferior uneix subconjunts d'entitats d'un sistema. Aquests subconjunts d'entitats al seu torn es combinen a nivells superiors, culminant finalment en un element mestre central. Un sistema distribuït és una col·lecció d'elements autònoms sense concepte de nivells.

#### Connexió
Els sistemes centralitzats connecten els components directament a una entitat mestra central d'una manera hub i parla. Un sistema descentralitzat (també conegut com a sistema de xarxa) incorpora camins directes i indirectes entre els elements constitutius i l'entitat central. Normalment es configura com una jerarquia amb només un camí més curt entre dos elements qualsevol. Finalment, el sistema operatiu distribuït no requereix cap patró; Les connexions directes i indirectes són possibles entre dos elements qualsevol. Considereu els fenòmens de la dècada de 1970 d'" art de cordes " o un dibuix d'espirògraf com un sistema completament connectat, i la teranyina o el sistema de carreteres interestatals entre ciutats dels EUA com a exemples d'un sistema parcialment connectat.

#### Control
Els sistemes centralitzats i descentralitzats tenen fluxos de connexió dirigits cap a i des de l'entitat central, mentre que els sistemes distribuïts es comuniquen per camins arbitraris. Aquesta és la noció fonamental de la tercera consideració. El control implica l'assignació de tasques i dades als elements del sistema equilibrant l'eficiència, la capacitat de resposta i la complexitat.
Els sistemes centralitzats i descentralitzats ofereixen més control, la qual cosa pot facilitar l'administració limitant les opcions. Els sistemes distribuïts són més difícils de controlar de manera explícita, però s'escalen millor horitzontalment i ofereixen menys punts de fallada a tot el sistema. Les associacions s'ajusten a les necessitats imposades pel seu disseny però no pel caos organitzatiu.